# フランス料理アカデミー

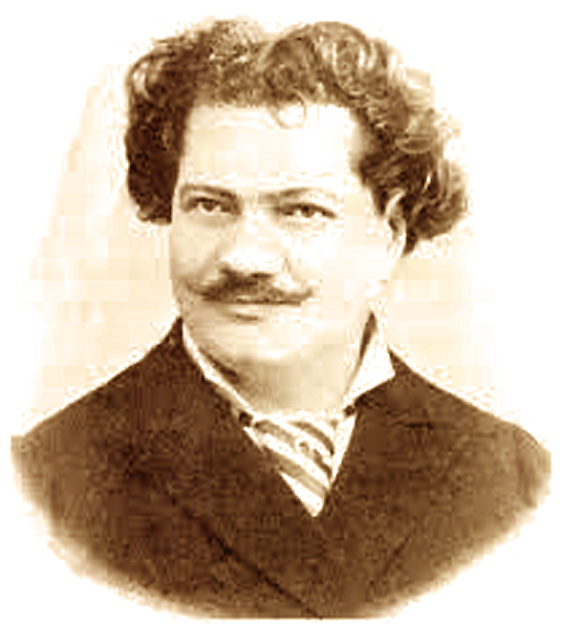
創設者ジョセフ･ファーブル

フランス料理アカデミー （フランス語: Académie culinaire de France）はフランスの料理アカデミー。
1883年、スイス出身の料理人ジョゼフ・ファーブルにより Académie culinaire française として発足、同年、パリ市条例による認可を受けた。1888年、現在の名称（冒頭部参照）に改めた。1968年には日本支部も設立し、同支部は2004年時点で164人の会員を擁する。
優秀な料理人に賞の授与も行っており、その賞は「世界の料理界の最高の名誉」と評される。